# سوگاراموردی

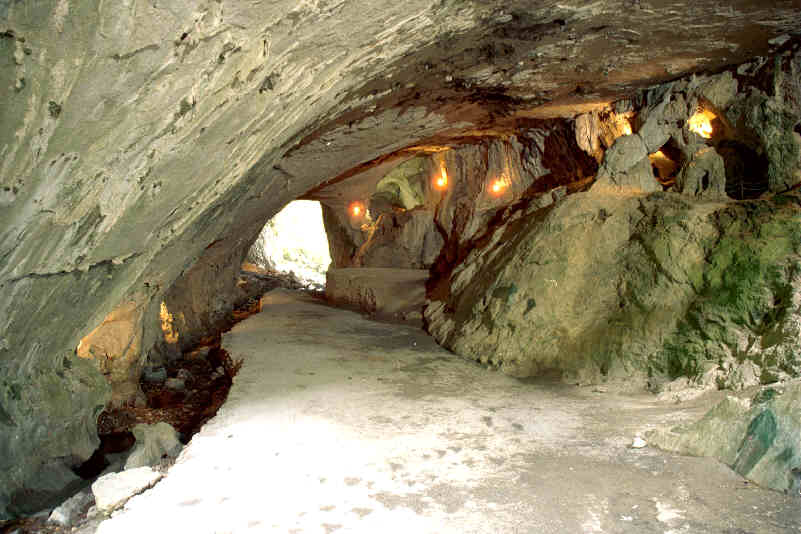
«غار جادوگران» در نزدیکی آکِلاره در سوگاراموردی

سوگاراموردی (اسپانیایی: Zugarramurdi‎) شهری کوچک در منطقه خودمختار نابارا در کشور اسپانیا است. همه ساله در غارهای نزدیک سوگاراموردی برای جشن «روز جادوگر» در انقلاب تابستانی آتش‌های تماشایی و بزرگی روشن می‌شود.